# Frans Fredriksson

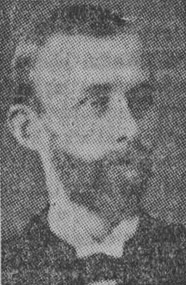
Frans Fredriksson

Frans Fredriksson, född 16 maj 1868 i Knästorp, död 25 oktober 1931 i Malmö, var en svensk arkitekt.

## Biografi
Fredriksson studerade vid byggnadslinjen på Tekniska elementarskolan i Malmö till 1885, med fortsatta studier vid Charlottenburgs tekniska högskola  i Tyskland till 1891 samt Akademie der Künste 1893. Han var anställd hos John Smedberg i Malmö 1885-1887 och vid Skånska Cementgjuteriet 1887-1888. Efter studietiden var han anställd på olika arkitektkontor i Tyskland, blad hos 18:e armékåren i Frankfurt am Main. Han kom under denna tiden att sysselsätta sig med bland annat kyrka i Ludwigshafen , synagoga i Straßburg och Kristuskyrkan i Mainz. Han återvände sedan till Malmö där han drev egen verksamhet 1903-1931.
Fredriksson dog ogift och enligt hans testamente skulle avkastningen från hans stora innehav i fastigheter gå till staden Lunds förskönande.

## Verk i urval
- Majenfors kraftstation, 1908
- Bassalt kraftstation, 1910
- Knäred övre kraftstation, 1910

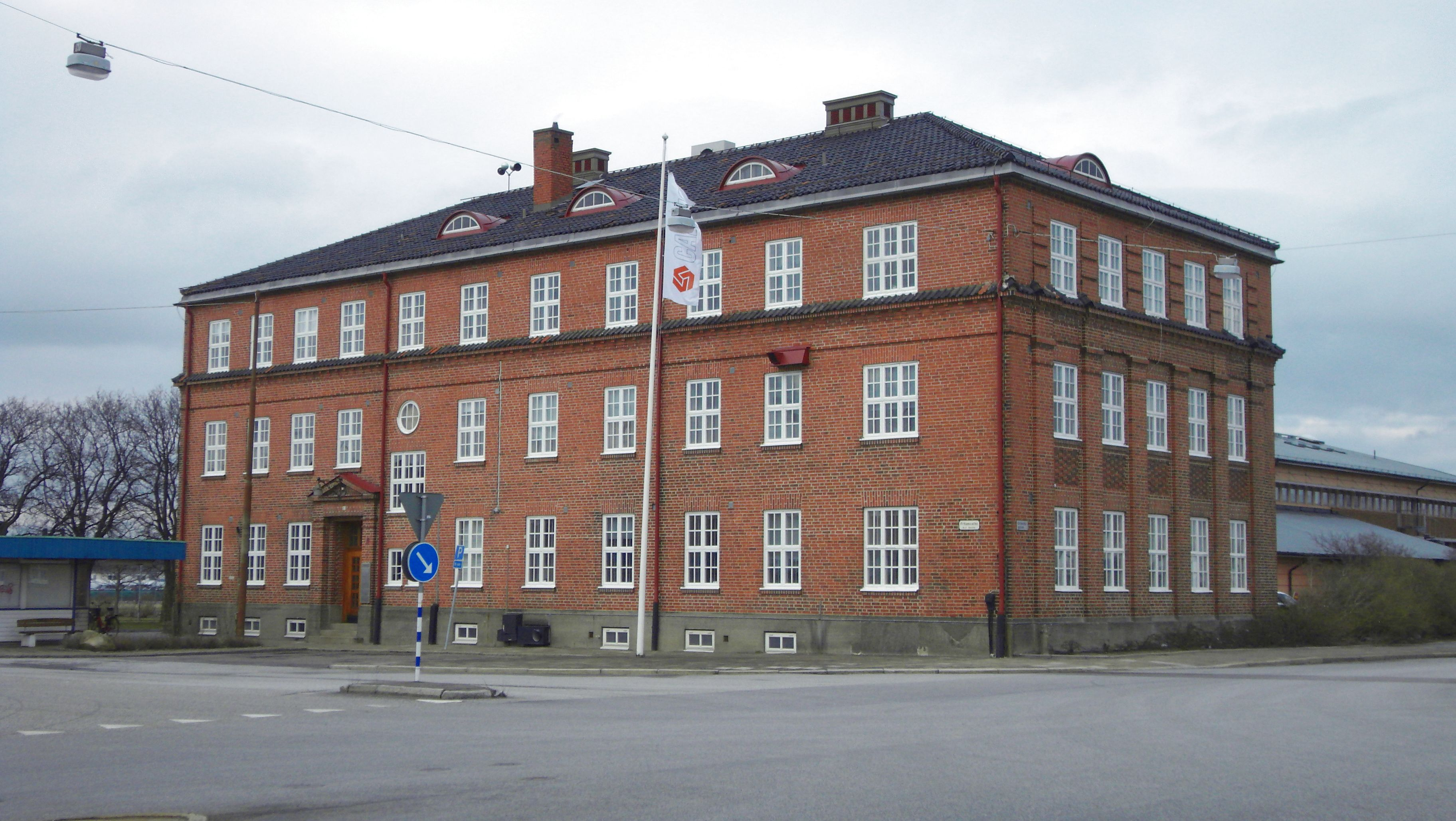
Frihamnskontoret, Malmö

- Omkopplingsstationer i Malmö, Lund, Landskrona, Hälsingborg och Halmstad.
- Slakthus i Lund.
- Ombyggnad av rådhuset i Lund.
- Telestationer och frihamnsbyggnader i Malmö.
- Ångkraftverk och ångcentral Malmö 1921-1924.

### Byggnader i Malmö
- Kv Jerusalem 1 och 2, Gamla staden 1908
- Kv Squalperup 12, Gamla staden 1908, 1921 (telev)
- Kv Klas 7, Ö förstaden 1908
- Kv Klas 8, Ö förstaden 1910
- Kv Paula 8 och 9, Rörsjöstaden 1908
- Kv Paula 12, Rörsjöstaden 1924
- Kv Nötskrikan 4, S förstaden 1904
- Kv Rapphönan 10, S förstaden 1905
- Kv Almbacken 3, S förstaden 1905
- Kv Spillkråkan 2, S förstaden 1905
- Kv Rapphönan 11-13, S förstaden 1906
- Kv Almbacken 4, S förstaden 1906
- Kv Spillkråkan 3, S förstaden 1907
- Kv Väbeln 1, Slottstaden 1911
- Kv Reval 6, Slottstaden 1912
- Kv Herigen 1, 1924, 2, 1926 samt 3 och 4, 1927 Slottstaden.
- Hertigen 3, Hästhagen 1926

### Byggnader i Lund
- Kv Bytarebacken 1, 1906
- Kv Gyllenkrok 15, 1906, 14 och 17, 1907 samt 13 och 16, 1908
- Kv Södertull 3, 1909, samt 2 och 4, 1910
- Kv Gyllenkrok 1 och 22, 1910
- Kv Glädjen 6, 1910; Kv Södertull 5, 1913
- Kv Repslagaren 19, 1926 och 17, 1927
- Kv Gernandtska Lyckan 1 och 5, 1928, samt 4, 1929
- Kv Bommen 7, 1929
- Kv Hospitalträdgården 8 och 9, 1930.